# Diamante do Sul
Diamante do Sul es un municipio brasileño del estado de Paraná. Tiene una población estimada, a mediados de 2020, de 3.424 habitantes.

## Economía
El municipio se sustenta principalmente de la ganadería, la cría de gusanos de seda, pequeñas plantaciones de soja y maíz, agricultura de subsistencia en casi su totalidad. Tiene unas grandes explotaciones ganaderas. Por su tamaño y dificultad de acceso, este municipio no se ha desarrollado mucho.